# 米根·迪阿梅尔
米根·迪阿梅尔（英语，1985年12月8日—）生于安大略省大萨德伯里，是一名加拿大女子花样滑冰运动员，主攻双人滑。迪阿梅尔在沃尔登长大。她三岁时开始练习滑冰。14岁时，她移居至巴里，在那里接受更加专业的训练。
迪阿梅尔在2008年某一天在机场看到一本关于素食主义的书后，便于12月决定成为一名素食主义者。2014年7月，她和花样滑冰教练Bruno Marcotte订婚，两人于2015年6月在百慕大正式结婚。